# Millennium 2.2
Millennium 2.2 ist ein Strategiespiel von Ian Bird, welches 1989 veröffentlicht wurde. Die Grafiken wurden von Jai Redmann angefertigt und die Musik von David Whittaker. Das Spiel ist der Vorläufer für das weit komplexere Deuteros, welches 1991 veröffentlicht wurde.

## Inhalt und Handlung
Die Erde ist durch den Einschlag eines Meteoriten unbewohnbar geworden und die Menschheit besteht aus lediglich einer autarken Forschungsstation auf dem Mond. Der Spieler als Kommandeur der Station hat die Aufgabe die Erde wieder bewohnbar zu machen. Jedoch sind die Marsianer, für das Leben auf dem Mars genetisch veränderte Menschen, der Ansicht die Erben der Menschheit zu sein und beanspruchen die Erde für sich. Dies führt zu einem Krieg mit der Mondstation.
Für die Abwehr der Marsianer und das Terraforming der Erde werden neue Technologien benötigt, welche von der Wissenschaftsabteilung auf dem Mond erst erforscht werden müssen. Teilweise haben diese neuen Technologien jedoch hohe Anforderungen an die Energieversorgung oder benötigen Elemente, welche nicht auf dem Mond vorkommen. Solche Elemente, wie etwa Silber oder Platin, müssen auf anderen Planeten oder Monden abgebaut und zum Mond gebracht werden.
Für den Abbau der Elemente wird eine Bergbaustation benötigt, welche für jeden Planeten oder Mond speziell angefertigt werden muss. Allerdings bieten nicht alle Planeten oder Monde des Sonnensystems ein bewohnbares Klima und auf einigen Planeten können nur menschliche Mutanten, beispielhaft Methanoiden, leben. Die einzelnen Bergbaustationen beinhalten eine eigene Energieversorgung und Verteidigung, haben jedoch keine Forschungs- oder Produktionseinrichtungen. Für den Transport der Ressourcen stehen mehrere Raumschifftypen zur Verfügung, welche durch den Spieler an ihre Ziele geschickt werden können. Der Be- und Entladevorgang findet manuell statt, da es keine automatisierte Routenverwaltung für die Schiffe gibt.
Für den Kampf gegen die Marsianer stehen im Falle eines Angriffes Abfangjäger und Verteidigungssatelliten bereit, welche jedoch immer erst durch den Spieler produziert werden müssen. Der Kampf der Abfangjäger wird über ein 3D-Mini-Spiel dargestellt, in dem der Spieler den eigenen Jäger jedoch nur ausrichten und seine Waffen abfeuern kann.

### Ereignisse
Neben den regelmäßig wiederkehrenden Angriffen der Marsianer treten noch andere Ereignisse auf, welche den Spieler in Bedrängnis bringen sollen. So explodiert das erste Exemplar des Solarmoduls 'Solagen MK III' kurz nach der Inbetriebnahme und vernichtet dabei sämtliche andere Solagen-Module. Um diese wiederherzustellen, muss der Spieler zeitweise die Arbeiten auf der Station einschränken, da sonst nicht genug Energie für die Produktion zur Verfügung steht. Als weitere Herausforderung befällt im Laufe des Spieles ein Virus die einzelnen Kolonien und es muss ein Impfstoff entwickelt werden. Hierbei ist anzumerken, dass das Virus sich nur über die Besatzungen der verkehrenden Raumschiffe verbreitet und nicht weiter zufällig verteilt wird.

## Entwickler
- Design: Ian Bird
- Programmierung: Ian Bird
- Grafik: Jai Redman
- Musik: David Whittaker

## Kritiken
Millennium 2.2 erhielt gemischte Kritiken. Die Zzap! vergab 90 %, während ASM nur 6 von 12 Punkten und die Powerplay gar nur 46 % vergab.